# The Backwoods - Prigionieri nel bosco
(Tagline del film.)
The Backwoods - Prigionieri nel bosco (The Backwoods, Bosque de Sombras) è un film del 2006 diretto da Koldo Serra.
Il film è un thriller con un cast internazionale in rappresentanza dei paesi che hanno partecipato alla produzione, e dunque i protagonisti sono gli inglesi Gary Oldman e Paddy Considine, gli spagnoli Aitana Sánchez-Gijón e Lluís Homar, e la francese Virginie Ledoyen.

## Trama
Nel 1978 due coppie di amici decidono di partire in auto dall'Inghilterra  per trascorrere assieme le vacanze in una tranquilla e sperduta casa nei boschi del nord della Spagna. Una delle coppie, formata da Norman e Lucy, sta attraversando un periodo di crisi e cerca di cogliere l'occasione di una tranquilla vacanza per riavvicinarsi; ma Lucy si sente fortemente a disagio lontana dagli agi della città. La mattina seguente al loro arrivo Norman segue Paul nei boschi per una battuta di caccia. Giunti ad un casolare semiabbandonato, Paul trova una bambina dalle mani deformi segregata e tenuta in condizioni disumane e decide di liberarla e portarla con loro. Alla sera le due coppie di amici si prendono cura della bambina che è sporca ed estremamente spaventata.
Intenzionati a portare la bambina alla polizia, la mattina seguente ricevono però la visita di un gruppo di abitanti del vicino paese, in cerca della piccola scomparsa da casa. Avendo compreso che gli uomini (che si dicono parenti della piccola) sono implicati nella segregazione della bambina, Paul decide di fingere di aiutarli nelle ricerche, mentre gli altri avranno il compito di portare Nerea, così si chiama la bambina, al più vicino commissariato di polizia.
Ma i quattro cacciatori non sono sprovveduti. Due di loro tornano al casolare e, approfittando di una momentanea assenza di Norman, sempre più confuso e indeciso se seguire le istruzioni dell'amico oppure trovare una diversa soluzione, cercano di violentare Lucy. Norman torna appena in tempo e, per salvare la moglie, spara una fucilata mortale al violentatore, lasciando però fuggire l'altro.
Nel frattempo anche Paul è in difficoltà. Gli altri due uomini rimasti con lui sanno che la bambina è stata trovata dagli inglesi, e sembrano voler ridurre Paul al silenzio. L'uomo cerca di fuggire e, inseguito dal più anziano dei quattro uomini, che non esita a cercare di fermarlo a fucilate, si vede costretto a ucciderlo.
Norman, le due donne e la bambina, lasciano la casa, ormai insicura, per raggiungere la polizia in paese attraversando i boschi. Nella concitata fuga si ode uno sparo in lontananza. Paul è stato giustiziato. Sotto un diluvio e col buio della notte i tre trovano riparo presso una famiglia in una casa isolata lungo la strada. Isabel prende coscienza che Paul è stato probabilmente ucciso, ma non c'è tempo per disperarsi. I due paesani armati di fucile li hanno raggiunti. Norman si fa avanti e uccide il più giovane. Di fronte all'altro la bambina ha un moto spontaneo e si getta ad abbracciarlo. Norman punta il fucile contro l'uomo per ucciderlo, ma viene convinto a desistere. Per la bambina, nonostante tutto, lui è forse l'unica persona cara.

## Riprese
Le riprese hanno avuto luogo proprio nella Spagna settentrionale, all'interno del Parco Naturale di Aiako Harria nella provincia di Gipuzkoa, nei Paesi Baschi.

## Collegamenti ad altre pellicole
Il film di Serra ha molti punti di contatto con altre pellicole di genere, come Cane di paglia di Sam Peckinpah e Un tranquillo weekend di paura di John Boorman. Nel raccontare il delicato confine tra mondo borghese e mondo selvaggio, Serra punta più sulla crescente tensione, piuttosto che utilizzare scene cruente e splatter, citando sul finale la cinematografia di Sergio Leone.